# Silver Memorial Bridge
 (février 2020).
Si vous disposez d'ouvrages ou d'articles de référence ou si vous connaissez des sites web de qualité traitant du thème abordé ici, merci de compléter l'article en donnant les références utiles à sa vérifiabilité et en les liant à la section « Notes et références ».
Le Silver Memorial Bridge est un pont cantilever qui franchit l'Ohio entre Gallipolis (Ohio) et Henderson (Virginie-Occidentale). Il a été construit en 1969 par l'ingénieur E. Lionel Pavlo (de) (1905 ou 1906—1989).
Son nom rend hommage au Silver Bridge, un pont à haubans qui s'est effondré le 15 décembre 1967 à l'heure de pointe, provoquant la mort de 46 personnes. Silver Bridge se trouvait un peu plus au nord, de l'autre côté du confluent de la Kanawha.

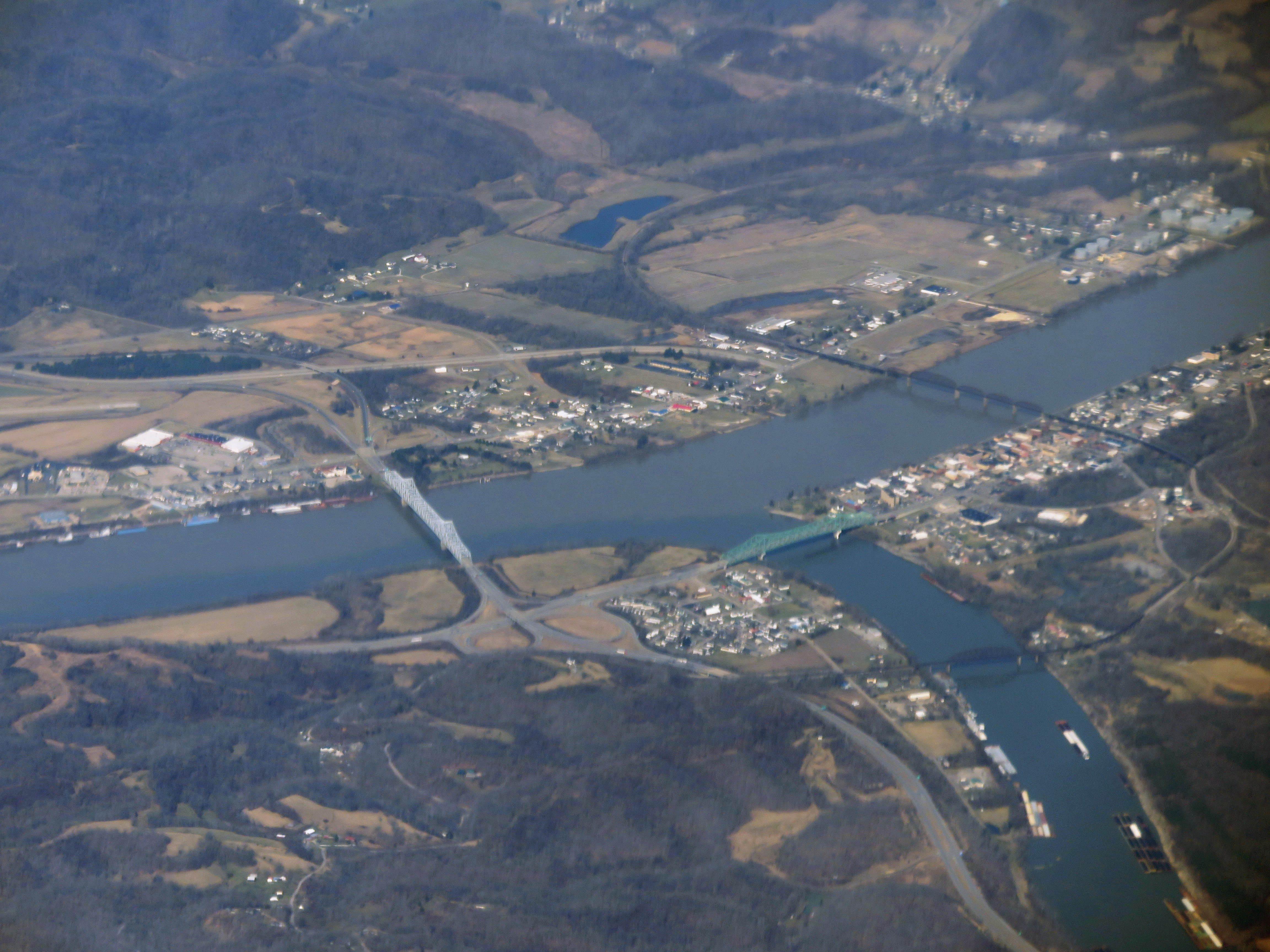
Silver Memorial Bridge vu du ciel en 2019. Silver Bridge se trouvait plus à droite, au débouché de la route près du pont de chemin de fer (Point Pleasant Rail Bridge).